# Koken op lage temperatuur
Koken op lage temperatuur (ook wel slow cooking in het Engels) is een kooktechniek waarbij gebruik wordt gemaakt van temperaturen in het bereik van ongeveer 45 to 82 °C voor een langere tijd om voedsel te koken. Kookmethoden op lage temperatuur omvatten sous-vide koken, langzaam koken met een slowcooker, koken in een normale oven met een minimale instelling van ongeveer 70 °C en het gebruik van een stoomoven voor exacte temperatuurregeling. Het traditionele kuilvuur kookt ook voedsel op lage temperatuur.
Het koken van voedsel op lage temperatuur betekent niet noodzakelijk dat de uiteindelijke interne temperatuur van het voedsel lager is dan bij traditioneel koken.
In het Amerikaanse Zuiden wordt deze kookstijl soms "low and slow" genoemd.

## Geschiedenis
Koken op lage temperatuur wordt al heel lang gebruikt; bewijs van het gebruik ervan is te vinden in inheemse culturen. Samoanen en Tonganen koken langzaam vlees in grote kuilen voor feesten en ceremonies. De techniek werd echter pas in de 18e eeuw wetenschappelijk onderzocht, toen Benjamin Thompson beschreef hoe hij een stuk vlees 's nachts in een droogoven had laten liggen en tot zijn verbazing de volgende ochtend ontdekte dat het vlees mals en volledig gaar was. Professor Nicholas Kurti van de Universiteit van Oxford herhaalde deze experimenten in 1969 en toonde aan dat de temperatuur van Thompsons proces nooit hoger was dan 70 graden Celsius.

## Theorie
Het vlees wordt om vier redenen op deze manier bereid: om het mals te maken, om extra smaken te geven, om schadelijke bacteriën te doden en om parasieten zoals Trichinella spiralis en Diphyllobothrium te doden. Alle vier kunnen worden bereikt door vlees korte tijd op hoge temperatuur te koken, maar ook door lang op lagere temperatuur te koken. Elk bovenstaand doel wordt bereikt bij een andere temperatuur, en het duur verschilt om dit te bereiken. Hoe lager de gebruikte temperatuur, hoe langer de kooktijd. Een voorbeeld van langdurig lage temperatuur koken is de Southern pulled pork BBQ.
VermalsenTaaiheid in vlees wordt verkregen door verschillende eiwitten, zoals actine, myosine en collageen, die samen de structuur van het spierweefsel vormen. Door deze eiwitten te verhitten, gaan ze denatureren of breken ze af in andere stoffen, wat op zijn beurt de structuur en textuur van vlees verandert, waardoor het meestal minder taai dus malser wordt. Dit vindt meestal plaats tussen 55 en 65 °C gedurende een langere periode. 
SmakenSmaken kunnen worden versterkt door de Maillard-reactie, die suikers en aminozuren combineert bij temperaturen boven 115 °C. Traditioneel geroosterd vlees in een hete oven heeft een bruine korst veroorzaakt door de Maillard-reactie, die over het algemeen als wenselijk wordt beschouwd. Vlees kan korte tijd op hoge temperatuur worden gekookt om alleen het oppervlak bruin te maken, voor of na het koken op lage temperatuur, waardoor de voordelen van beide methoden worden verkregen.
BacteriënBacteriën worden meestal gedood bij temperaturen van ongeveer 68 °C. De meeste schadelijke bacteriën leven op het oppervlak van stukken vlees. Als gevolg hiervan is het voor onbewerkte steaks of karbonades van rood vlees meestal veilig om de oppervlaktetemperatuur van het vlees op deze temperatuur te brengen en het daar een paar minuten te houden. Vlees dat is gemalen of versnipperd voordat het is gekookt heeft door het hele product bacteriën. Vlees dat gemalen is, moet daarom worden gekookt op een temperatuur en tijd die voldoende zijn om bacteriën te doden. Pluimvee zoals kip heeft een poreuze textuur die niet zichtbaar is voor het oog en kan ziekteverwekkers in het binnenste herbergen, zelfs als de buitenkant voldoende wordt verwarmd.
JusKoken op lage temperatuur vermindert de hoeveelheid vet en sappen, die normaal gesproken worden gebruikt om jus te maken, die uit het vlees worden gehaald. Bij gebruik van een plastic zak treedt er echter weinig tot geen verdamping op terwijl het vlees kookt, wat resulteert in overvloedige zaksappen. 

## Toepassingen
Sous-vide koken op lage temperatuur wordt uitgevoerd door voedsel te vacumeren in een plastic zak die gedurende lange tijd in een waterbad of stoomoven met nauwkeurig gecontroleerde temperatuur wordt geplaatst. Het voedsel kan dan voor het serveren worden gebraden door de oppervlakken te verwarmen tot een veel hogere temperatuur tot misschien 200 °C, met een braadpan of een brander. Er  is wel eens een vaatwasser gebruikt om zalm te koken.

## Temperatuurtabel
Hieronder is de lijst van de minimale temperatuur voor verschillende gerechten.
- Rundvlees, varkensvlees, kalfsvlees en lam:  63 °C met een rusttijd van 3 minuten
- Gehakt: 71 °C
- Ham, ongekookt: 63 °C met een rusttijd van 3 minuten
- Ham, volledig gekookt: 60 °C
- Pluimvee : 74 °C
- Eieren: koken tot dooier en wit stevig zijn
- Eiergerechten: 71 °C
- Vinvissen: 63 °C of als het vruchtvlees ondoorzichtig is en gemakkelijk uiteen wordt getrokken met een vork
- Garnalen, kreeften en krabben: vlees parelachtig en ondoorzichtig
- Kokkels, oesters en mosselen: schelpen gaan open tijdens het koken
- Sint-jakobsschelpen: vlees is melkachtig wit of ondoorzichtig en stevig
- Restjes en stoofschotels: 74 °C[10]